# Centrala folkbokförings- och uppbördsnämnden
Centrala folkbokförings- och uppbördsnämnden var en statlig myndighet som fanns till från den 1 juli 1964 till den 31 december 1971. Den Centrala folkbokförings- och uppbördsnämnden var en sammanslagning av Statistiska centralbyråns riksbyrå för folkbokföring, samt den Centrala uppbördsnämnden. Från den 1 januari 1972 övertog Riksskatteverket CFN:s arbetsuppgifter.

## Ordförande
- 1964-1970: Kjell Edström

## Lagar
- SFS 1964:474 Kungl. Maj:ts instruktion den 4 juni 1964.